# Poligono di Capo Frasca
Il poligono di capo Frasca è un'installazione militare per esercitazioni di tiro a fuoco aria-terra e mare-terra, che occupa la quasi interezza di capo Frasca, in Sardegna. Situato in territorio del comune di Arbus, nei pressi della frazione di Sant'Antonio di Santadi, occupa una superficie di circa 14 km² a terra, nonché le limitrofe zone a mare, che sono pertanto interdette alla navigazione e alla pesca.
È utilizzato per esercitazioni a fuoco della marina e dell'aeronautica militari italiane, e spesso partecipano anche forze dei Paesi NATO, principalmente Germania, Regno Unito e Stati Uniti d'America. Al poligono è collegato l'aeroporto militare della NATO a Decimomannu.
Vi ha sede anche la 123ª Squadriglia radar remota.

## Storia

### Civili coinvolti durante le esercitazioni
Durante un'esercitazione nel 1971, un'imbarcazione si trovava a pescare attorno all'area marina interdetta. Un giovane di 18 anni, Manfredi Cadelano di Terralba, rimase colpito da due proiettili sparati da un aereo in volo.

### Settembre 2014: incendi nel poligono
Durante le esercitazioni militari del 3 e 4 settembre, in occasioni differenti si sono generati due incendi che hanno bruciato un totale di 30 ettari, all'interno del poligono.
Il primo giorno il corpo forestale, anche grazie all'aiuto del personale del poligono presente sul posto, è riuscito a domare l'incendio tempestivamente. Non è stato così il giorno seguente.
A svolgere le esercitazioni in quei giorni erano i velivoli Tornado tedeschi, i quali sperimentavano artifizi inerti denominati "target numero cinque". 
Il Comitato Paritetico per le servitù militari non diede parere positivo per la ripresa delle esercitazioni militari a partire dal 1 settembre 2014. Parere che venne però ignorato dal Ministero della difesa, il quale concesse la ripresa delle attività all'interno del poligono militare sardo.

### La risposta della Regione Sardegna
La Regione, in seguito alle indagini disciplinari avviate per comprendere le cause e i danni riportati a livello ambientale, generati da tali incendi, decise di costituirsi parte civile e richiedere i dovuti risarcimenti.